# Pokrývač

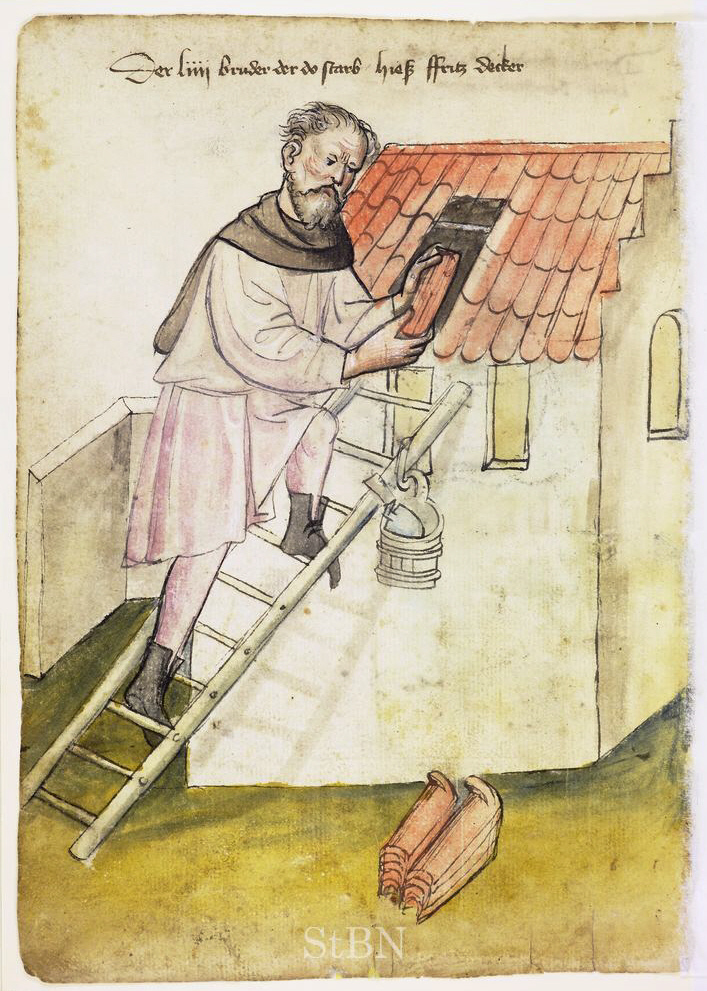
Středověký pokrývač v cechovní knížce z Norimberka, 1426–45

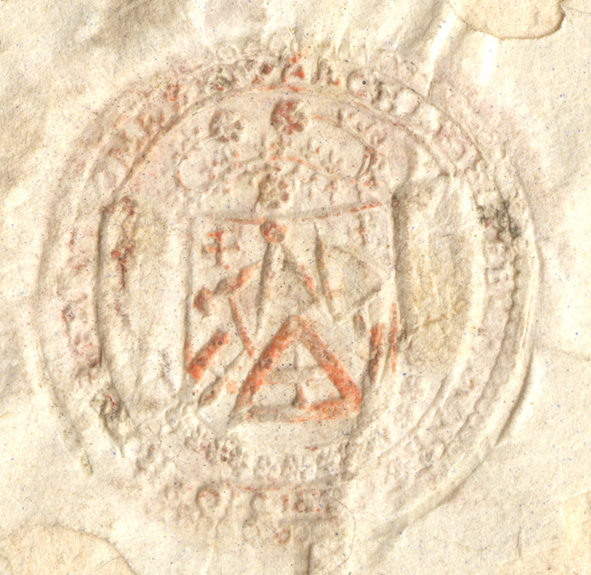
Otisk pečeti cechu zedníků a pokrývačů v Chomutově

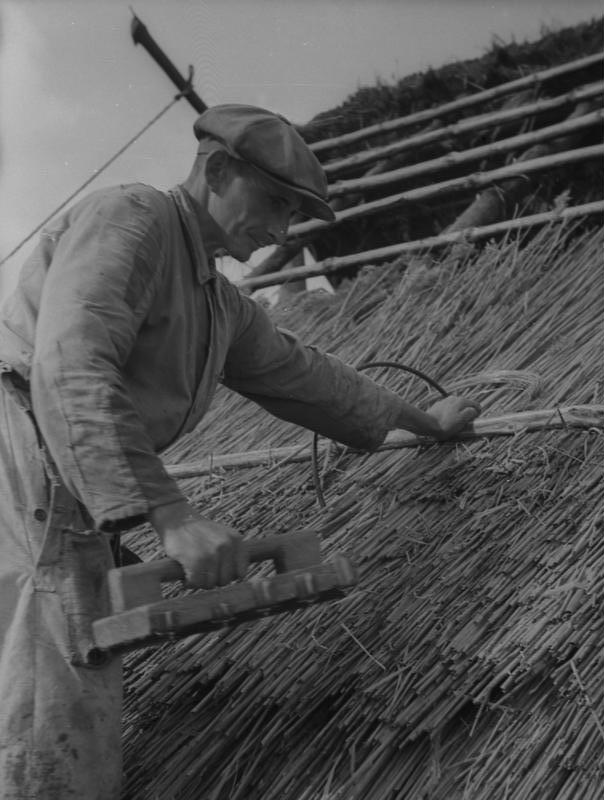
Pokládka slaměných došků roku 1947

Pokrývač je řemeslník, který pokrývá střechu, to znamená že pokládá krytinu na dřevěnou konstrukci střechy vytvořenou tesařem. Podle konstrukce střechy může být použita buď tvrdá krytina skládaná (keramická: např. tašky, kamenná: např. břidlice, nebo ze syntetického materiálu, např. eternit), dále plátová krytina (například měděný plech), kterou připravuje s klempířem, a konečně měkká krytina např. štípaný dřevěný šindel, rákosový nebo slaměný došek), v mimoevropském lidovém stavitelství také např. kravské lejno se slámou.

## Cechy
Městští pokrývači se v minulosti sdružovali do cechů. Pracovali buď samostatně, nebo ve společném cechu se zedníky, tesaři, klempíři a bednáři.

### Cechovní znamení
Ve znaku, na pečetích i na praporu cechu pokrývačů bývala vyobrazena jejich dvě (dnes už historicky) typická nářadí: kružidlo pro rozměření pokládky krytiny a pokrývačské kladívko, sloužící pro lámání krytiny a prorážení otvorů.

### Patroni
Patrony pokrývačů jsou
- svatý Vincenc Ferrerský (1350–1419), byl římskokatolický kněz a kazatel. Mezi jeho zázraky patří uzdravení pokrývačů, spadlých ze střechy.
- Panna Maria Loretánská, jejíž domek včetně střechy přenesli andělé přes moře do Itálie.

## Zajímavost
V době normalizace mezi léty 1970–1989 se termín užíval v přeneseném slova smyslu pro osoby, které v publikacích nebo ve scénářích propůjčovaly své autorské jméno zakázaným spisovatelům, zejména chartistům, a tak je skryly/pokryly.